# Acidente em Korochansky do Ilyushin Il-76 em 2024
O acidente em Korochansky do Ilyushin Il-76 em 2024 ocorreu em 24 de janeiro de 2024, por volta das 11h15 MSK, quando um avião de transporte militar Ilyushin Il-76 da Força Aérea Russa caiu perto da fronteira com a Ucrânia, no distrito de Korochansky, na Rússia, no Oblast de Belgorod, matando todos a bordo. A Rússia afirmou que o avião foi abatido enquanto transportava 65 prisioneiros de guerra ucranianos capturados durante a invasão russa da Ucrânia, bem como seis tripulantes e três guardas, e que os prisioneiros de guerra seriam trocados.

## Antecedentes
A sede de coordenação da Ucrânia sobre o tratamento de prisioneiros de guerra estima que mais de 8 mil civis e militares ucranianos estão mantidos prisioneiros pela Rússia desde o início da sua invasão em 2022, com dezenas de milhares ainda desaparecidos. Antes do acidente, em 3 de janeiro, a Ucrânia devolveu 248 prisioneiros de guerra à Rússia em troca de 230 dos seus cidadãos, na maior troca de prisioneiros do conflito, na sequência da mediação dos Emirados Árabes Unidos.

## Aeronave
O Ilyushin Il-76 é uma aeronave polivalente, com versão militar para transporte de tropas, equipamentos e munições. As autoridades russas alegaram que 65 dos ocupantes eram prisioneiros de guerra ucranianos e que seis tripulantes russos e três guardas também estavam a bordo. O Ministério da Defesa da Federação Russa disse que o acidente ocorreu "durante um voo de rotina". Os 65 soldados ucranianos estavam supostamente sendo transportados para o Oblast de Belgorod para uma troca de prisioneiros na passagem de fronteira de Kolotilovka, 100 quilômetros a oeste da cidade de Belgorod. Os militares russos disseram que o voo teve origem na Base Aérea de Chkalovsky, perto de Moscou.

## Acidente
O acidente ocorreu em um campo a cerca de 5-6 km de Yablonovo, Oblast de Belgorod, de acordo com o reitor da aldeia. De acordo com Viktor Brugarev, o ex-comandante das forças aeroespaciais russas, um impacto externo foi relatado pela tripulação antes do acidente. O The Moscow Times, citando a análise de vídeos do acidente nas redes sociais, informou que a aeronave estava voando da direção da fronteira ucraniana.
Pouco antes do acidente, o governador do Oblast de Belgorod, Vyacheslav Gladkov, anunciou que um "alerta de mísseis" havia sido ativado na região e pediu aos residentes para se abrigar. Ele acrescentou que os sistemas de defesa aérea foram ativados às 10h35, horário local, durante o qual um drone foi supostamente abatido sobre a aldeia de Blizhne, a 60 km sudoeste de Yablonovo.

## Reivindicações de responsabilidade

### Conforme a Rússia
O Ministério das Relações Exteriores da Rússia acusou a Ucrânia de derrubar a aeronave, chamando-a de um ato "bárbaro", sugerindo que ela foi abatida por três mísseis que eram Patriot ou IRIS. O ministério não forneceu quaisquer provas que sugerissem o envolvimento ucraniano. O ministro das Relações Exteriores, Sergey Lavrov, chamou o acidente de um ato "criminoso" da Ucrânia e convocou uma sessão urgente do Conselho de Segurança das Nações Unidas para exigir uma explicação da Ucrânia; uma reunião foi marcada para a tarde de 25 de janeiro, durante a qual os representantes russos e ucranianos reiteraram as posições dos seus países e culparam-se mutuamente pelo acidente.
O Ministério da Defesa russo afirmou que a aeronave foi abatida por dois mísseis disparados da área de Lyptsi, do outro lado da fronteira no Oblast de Carcóvia, citando seus sistemas de radar. Andrei Kartapolov, presidente do comitê de defesa da Duma Federal da Rússia, afirmou que um segundo avião a caminho para transportar 80 prisioneiros de guerra ucranianos voltou atrás após o acidente, acrescentando que "agora não se pode falar de qualquer outro trocas [de prisioneiros]". Kartapolov afirmou mais tarde que a Rússia alertou a Ucrânia sobre a aproximação da aeronave pelo menos 15 minutos antes do acidente, o que as autoridades ucranianas negaram. O presidente da Duma Federal, Vyacheslav Volodin, disse que a câmara enviaria um discurso formal ao Congresso dos Estados Unidos e ao Bundestag alemão sobre o acidente para exigir que "reconhecessem a sua responsabilidade". O porta-voz presidencial, Dmitry Peskov, chamou o acidente de "um ato monstruoso" do "regime de Kiev". Em 25 de janeiro, o Comitê de Investigação da Rússia abriu uma investigação de terrorismo sobre o acidente e divulgou imagens do local do acidente, mostrando vestígios de sangue e partes de restos mortais humanos.

### Conforme a Ucrânia
O Ukrainska Pravda informou que fontes do Estado-Maior ucraniano disseram que a aeronave transportava mísseis S-300 e que a Ucrânia abateu a aeronave. Posteriormente, alterou o relatório para dizer que isto não indicava envolvimento ucraniano. A agência ucraniana responsável pelos prisioneiros de guerra alertou que a Rússia estava "realizando ativamente operações especiais de informação contra a Ucrânia, que visam desestabilizar a sociedade ucraniana".
De acordo com um porta-voz da Diretoria Principal de Inteligência (HUR) da Ucrânia, uma troca de prisioneiros entre a Rússia e a Ucrânia estava agendada para o dia do acidente, mas não aconteceu. Afirmou também que, no dia do acidente, os seus homólogos na Rússia não os tinham informado da necessidade de garantir a segurança do espaço aéreo da região, contrariamente às práticas anteriores, e já tinham transportado os prisioneiros de guerra russos que deveriam ser trocados para os locais designados, sugerindo que o acidente pode ter sido um movimento "deliberado" da Rússia para "criar uma ameaça à vida e à segurança dos prisioneiros".
Em 25 de janeiro, a HUR disse ter recebido informações de vários militares russos de alto escalão e autoridades políticas deveriam estar a bordo da aeronave, mas foram instruídas pelo Serviço Federal de Segurança (FSB) a usar outros meios de transporte. Também alegou que o FSB e os militares russos impediram que equipes de emergência inspecionassem o local do acidente, enquanto pelo menos cinco corpos foram recuperados e enviados para um necrotério em Belgorod, e nenhum outro resto humano foi encontrado no local, citando um vídeo feito do área. A HUR também levantou a hipótese de que a aeronave poderia ter sido abatida por fogo amigo enquanto as defesas aéreas russas tentavam interceptar um drone. Reagindo às reivindicações russas de prisioneiros de guerra a bordo, afirmou também que a Rússia estava possivelmente a utilizar prisioneiros de guerra ucranianos como escudos humanos para transportar armas e munições.
A BBC informou na noite de 24 de janeiro que, após oito horas sem nenhuma informação oficial, duas declarações oficiais foram feitas pelo Estado-Maior e pela Inteligência Militar Ucraniana que "equivalem ao reconhecimento de que a Ucrânia pode ter abatido o avião". Analistas militares ocidentais também disseram à BBC News Russian que o vídeo do acidente indicava que a aeronave foi abatida.
No seu discurso daquela noite, o presidente Volodymyr Zelenskyy disse que era "óbvio que os russos estão a brincar com a vida dos prisioneiros ucranianos, com os sentimentos dos seus familiares e com as emoções da nossa sociedade", mas não confirmou a presença de prisioneiros de guerra. a bordo da aeronave, informando que ainda estava sendo esclarecido pela HUR. Zelenskyy também disse que o Serviço de Segurança da Ucrânia também estava investigando o acidente e ordenou ao seu ministro das Relações Exteriores, Dmytro Kuleba, que informasse os parceiros internacionais sobre os dados disponíveis para a Ucrânia durante o curso da investigação. Ele também insistiu em uma investigação internacional para determinar o que havia acontecido. Da mesma forma, o Provedor de Justiça ucraniano para os direitos humanos, Dmytro Lubinets, disse que enviaria cartas às Nações Unidas e ao Comitê Internacional da Cruz Vermelha instando-os a apelar a uma investigação.

### Conforme outros países
A France Info informou que, de acordo com uma fonte militar francesa, a aeronave foi atingida pela bateria de defesa aérea Patriot, fabricada nos Estados Unidos, de propriedade do exército ucraniano.

## Identificação das vítimas
A editora-chefe do Russia Today, Margarita Simonyan, publicou uma lista de 65 nomes que ela alegou serem prisioneiros de guerra ucranianos a bordo do voo. Ao analisar a lista, a emissora pública ucraniana Suspilne confirmou que os nomes na lista eram prisioneiros de guerra ucranianos detidos na Rússia, mas disse que não poderia verificar se eles estavam a bordo da aeronave ou faziam parte de alguma troca de prisioneiros. Em 25 de janeiro, o Provedor de Justiça ucraniano, Dmytro Lubinets, disse que, com base nas fotografias e filmagens tiradas no local do acidente, não havia indicação de "quaisquer sinais de que havia um número tão grande de pessoas no avião". Ele também confirmou que alguns dos prisioneiros identificados na lista de Simonyan já tinham sido libertados em trocas anteriores de prisioneiros de guerra.
Um dos nomes na lista de prisioneiros de guerra mortos no acidente de Simonyan era Maxim Anatolievich Konovalenko, um prisioneiro conhecido por já ter sido repatriado para a Ucrânia durante uma troca em 3 de janeiro de 2024.

## Consequências
O governador do Oblast de Belgorod, Vyacheslav Gladkov, postou no Telegram que "uma equipe de investigação e serviços de emergência" foram enviados ao local do acidente, acrescentando que ele "viajou para o distrito". Ele também disse que não houve sobreviventes. Uma equipe de investigadores também foi enviada pelas Forças Aeroespaciais da Rússia. Os gravadores de voo da aeronave foram recuperados no local do acidente em 25 de janeiro, com a TASS dizendo que seriam enviados ao laboratório do Ministério da Defesa russo para análise.
Um alerta aéreo nacional foi brevemente declarado na Ucrânia após o acidente, enquanto o presidente Zelenskyy cancelou uma viagem programada em 25 de janeiro.
Em 26 de janeiro, uma troca pré-planejada de mortos de guerra ocorreu conforme programado entre a Rússia e a Ucrânia, com 55 corpos de mortes russas sendo repatriados em troca de 77 mortos ucranianos.
Em 28 de janeiro, a Sede de Coordenação para o Tratamento de Prisioneiros de Guerra foi alvo de um ataque cibernético de hackers russos que afetou seus recursos de informação. A agência vinculou o ataque cibernético ao acidente de avião.
Uma troca de prisioneiros de guerra entre os países em guerra foi realizada em 31 de janeiro, na qual 195 russos e 207 ucranianos foram devolvidos aos seus países de origem. A troca foi intermediada pelos Emirados Árabes Unidos. Nenhuma das pessoas presentes na lista fornecida pela Rússia foi incluída na troca.
Em 29 de fevereiro, a comissária presidencial russa para os direitos humanos, Tatiana Moskalkova, disse que a Rússia estava disposta a repatriar os restos mortais dos prisioneiros de guerra mortos no acidente. Em resposta, o ombudsman de direitos humanos da Ucrânia, Dmytro Lubinets, acusou-a de "especular" sobre o acidente, observando que a Rússia não divulgou uma lista oficial de passageiros ou deu acesso a organizações internacionais ao local do acidente.

## Reações
A subsecretária-geral das Nações Unidas, Rosemary DiCarlo, exortou a "todos os envolvidos a absterem-se de ações, retóricas ou alegações que possam alimentar ainda mais o já perigoso conflito".